# Walt Jocketty
Walt Jocketty, né le 19 février 1951 à Minneapolis (Minnesota, États-Unis) et mort le 25 avril 2025 dans la région de Phoenix (Arizona), est le directeur-gérant des Reds de Cincinnati, un club de la Ligue majeure de baseball. Il occupe ce poste depuis janvier 2008 après avoir occupé des fonctions similaires chez les Cardinals de Saint-Louis de 1994 à 2007.

## Carrière

### Athletics d'Oakland
En mars 1980, Walt Jocketty est engagé par le propriétaire des Athletics d'Oakland, Charlie Finley, pour être le directeur du recrutement et des opérations en ligues mineures de la franchise. Moins de cinq ans après son arrivée, il est promu au poste de directeur de l'administration et demeure en fonctions jusqu'en 1994. Jocketty est durant les années 1980 l'un des artisans de la fondation de la Ligue d'été de République dominicaine et de la Ligue de l'Arizona, deux ligues mineures.

### Rockies du Colorado
Après son départ d'Oakland en 1994, Jocketty est brièvement, la même année, assistant au directeur-gérant Bob Gebhard chez la jeune franchise des Rockies du Colorado.

### Cardinals de Saint-Louis
Walt Jocketty est nommé directeur-gérant des Cardinals de Saint-Louis le 14 octobre 1994 et est chargé de relancer une franchise qui n'a pas participé aux séries éliminatoires depuis 1987. Il succède à Dal Maxvill. L'un de ses premiers gestes est d'attirer à Saint-Louis Tony La Russa, l'ancien gérant des Athletics d'Oakland qui accepte en 1996 de diriger les destinées des Cardinals, un poste qu'il conservera jusqu'en 2011. En juillet 1997, Jocketty transige avec Oakland pour conclure ce qui est considéré comme l'un de ses meilleurs échanges, celui qui amène à Saint-Louis le joueur étoile Mark McGwire en retour de trois lanceurs droitiers qui auront des carrières peu notoires : Eric Ludwick, T. J. Mathews et Blake Stein. En 1998, McGwire bat le record du baseball majeur pour les coups de circuit en une année. En 1999, le club repêche la future vedette Albert Pujols, qui sera le joueur emblématique de la franchise de 2001 à 2011. En février 2004, Jocketty et Pujols s'entendent sur les termes d'un contrat de 100 millions de dollars qui lie la vedette à la franchise pour 7 saisons.
Les Cardinals connaissent un succès considérable durant les années Jocketty. Qualifiés pour les séries de fin de saison en 1996, ils traversent ensuite de 2000 à 2006 une brillante séquence où ils jouent 7 fois en éliminatoires, remportent 5 titres de la division Centrale de la Ligue nationale, décrochent deux championnats de la Ligue nationale et remportent la Série mondiale 2006 après avoir échoué en grande finale deux ans plus tôt. En 2004 et 2005, les Cardinals remportent respectivement 105 et 100 victoires, les plus grands succès de la franchise depuis les années 1942-1944.
Il est nommé directeur général de l'année (Executive of the Year) dans les Ligues majeures de baseball par Baseball America en 2000 par Sporting News en 2000 et 2004.
Il est congédié par les Cardinals le 3 octobre 2007. Le propriétaire du club, Bill DeWitt, invoque une divergence de philosophie et de vision à long terme. Jocketty laisse néanmoins derrière une équipe, réputée à la fois pour son excellence sur le terrain et la richesse de ses équipes de ligues mineures, qui enchaîne les participations aux séries éliminatoires presque chaque année.

#### Transactions notables
Quelques échanges notables réalisés par Walt Jocketty pour les Cardinals :
- Le joueur de premier but étoile Mark McGwire est acquis des A's d'Oakland le 31 juillet 1997 en retour de trois lanceurs droitiers qui auront des carrières peu notoires : Eric Ludwick, T. J. Mathews et Blake Stein.
- Il acquiert le joueur de premier but Will Clark à la date limite des échanges en 2000 afin de remplacer Mark McGwire, blessé. Clark, obtenu des Orioles de Baltimore en retour du joueur de champ intérieur José León, aide les Cardinals à atteindre la Série de championnat suivante.
- Le 23 mars 2000, il échange le lanceur droitier Kent Bottenfield et le joueur de deuxième but Adam Kennedy aux Angels d'Anaheim contre le voltigeur Jim Edmonds.
- En décembre 2003, dans l'échange du voltigeur J. D. Drew aux Braves d'Atlanta, l'un des joueurs reçus est un jeune lanceur des ligues mineures, le droitier Adam Wainwright, qui deviendra l'un des meilleurs de la Ligue nationale avec Saint-Louis.
- En août 2004, l'acquisition du vétéran Larry Walker des Rockies du Colorado contre trois joueurs de ligues mineures aide les Cardinals à remporter le titre de la Ligue nationale.
- En juillet 2005, le lanceur droitier Jeff Weaver est obtenu des Angels en retour de Terry Evans, un joueur qui ne jouera que 20 matchs des majeures au cours de sa carrière. L'année suivante, Weaver est le lanceur gagnant du 5e match de la Série mondiale 2006, qui assure le titre aux Cardinals.
- Dans un échange de joueurs de troisième but le 14 janvier 2008, il obtient Scott Rolen en retour de Troy Glaus.

### Reds de Cincinnati
Jocketty est engagé par les Reds de Cincinnati comme conseiller spécial du président Bob Castellini le 11 janvier 2008, puis promu le 23 avril suivant aux postes de président des opérations baseball et directeur-gérant, en remplacement de Wayne Krivsky, congédié. 
Quinze ans après leur dernier titre, les Reds remportent le championnat de la section Centrale de la Ligue nationale en 2010, ce qui vaut à Jocketty d'être nommé directeur général de l'année par Sporting News pour la 3e fois. Les Reds remportent de nouveau le titre de section en 2012 et ajoutent en 2013 une 3e présence en éliminatoires en 4 saisons.
En avril 2012, Jocketty et les Reds prolongent de 10 saisons le contrat de leur joueur étoile Joey Votto, une entente de 225 millions de dollars US qui est la 4e somme la plus élevée accordée par un club des majeures.